# Autorité portuaire nationale
L’Autorité portuaire nationale (APN) est l’institution chargée de l'ensemble des installations portuaires de Haïti. Elle a été créée en 1985.

## Histoire
Le premier développement portuaire de Port-au-Prince (Fort Islet) remonte à l'époque coloniale.
En fait, il s'agissait de remblayer un récif rocheux, afin de prévoir la mise en place d'un système de défense des navires abrités dans la baie, pour les protéger contre les attaques des navires appartenant à d'autres puissances, des pirates et des corsaires sillonnant la région.
Les premières véritables installations portuaires datent de 1911. Une jetée étroite de 610 m, flanquée d'une jetée de 183 mètres de long et 14,5 m de large et touchant le flanc sud de Fort Islet a constitué la base de ces premiers travaux.
Divers décrets pour modifier au fur et à mesure le statut de l'établissement.
Celui du 18 juin 1973 en fait un organisme autonome, l'Autorité portuaire de Port-au-Prince, capable de gérer d'autres ports. Cinq ans plus tard, en 1978, un nouveau nom lui est attribué : l'Autorité nationale des ports sous la tutelle du secrétaire d'État aux Finances et aux Affaires économiques.
Le décret du 15 mars 1985 donne la direction, le contrôle et l'exploitation de tous les ports de la République.

## Installations
L'Autorité Portuaire Nationale gère et entretient les infrastructures essentielles au réseau de commerce et de transport maritime d'Haïti.

### Ports maritimes
L'autorité portuaire nationale gère les ports suivants:
- Port international de Port-au-Prince[2]
- Port international du Cap-Haïtien[3].
- Port des Gonaives
- Port des Cayes
- Port de Jacmel
- Port de Jeremie
- Port de Fort-Liberte
- Port de Port-de-Paix
- Port de Saint-Marc
- Port de Miragoâne
- Port de Corail
- Port d' Anse-d'Ainault
- Port de Petit-Goave
- Port de Carries
- Port d' Anse-à-Galets[4]
- Port des Baradères
- Port de Port-à-Piment
- Port de Cite Soleil
- Port de La Saline[5]